# Primeira Liga do Brasil 2016
Bei der Primeira Liga do Brasil 2016 handelt es sich um die erstmalige Austragung dieses Wettbewerbs in Brasilien. Dieser wurde unter der Beteiligung von 12 Klubs aus Minas Gerais, Santa Catarina, Rio de Janeiro, Parana und Rio Grande do Sul ausgetragen. Der Wettbewerb wird daher inoffiziell auch Sul-Minas-Rio genannt. Die Austragung der Spiele begann am 27. Januar und endete am 31. März 2016.

## Hintergrund
Im Rahmen der Korruptionsaffäre in der FIFA kam auch der Präsident des brasilianischen Fußballverbandes Marco Polo Del Nero ins Schlaglicht. Einen Tag vor der Wahl des neuen FIFA-Präsidiums reiste er spontan aus Zürich ab und trat am 26. November als Mitglied des FIFA-Exekutivkomitees zurück. Am 3. Dezember 2015 legte er sein Amt als CBF-Präsident für 180 Tage nieder, nachdem die FIFA-Ethikkommission ein Verfahren gegen ihn eröffnet hatte. Daraufhin entstanden im Verband erhebliche Unruhen.
Im Unzufriedenheit über den Umgang mit dem Skandal und aus Befürchtungen um die Meisterschaftssaison 2016 gründeten 15 Klubs aus Minas Gerais, Paraná, Rio de Janeiro (Bundesstaat), Rio Grande do Sul und Santa Catarina im November 2015 die Primeira Liga do Brasil. Diese hatte Auseinandersetzungen mit dem CBF zufolge, welcher den Wettbewerb zunächst anerkannte, dieses wieder zurückzog und letztlich doch bestätigte.
Zunächst hatten aus Rio de Janeiro der CR Flamengo und der Fluminense FC sich an dem Wettbewerb beteiligen wollen. Nachdem es aber so aussah, dass diese ihre Streitigkeiten mit dem Landesverband des Bundesstaates Rio de Janeiro, dem Federação de Futebol do Estado do Rio de Janeiro (FERJ), beilegen könnten, zogen sie ihre Meldungen zurück. Die verbliebenen Vereine wollten die Austragung dann als Anknüpfung an die Copa Sul-Minas aus dem Jahr 2000 verstanden wissen. Letztendlich sagten die Klubs aus Rio doch noch ihre Teilnahme zu. Von den 15 Mitgliedern traten dann aber doch nur 12 zur Austragung des Turniers an.

## Mannschaften in der Liga
Nicht alle Mannschaften, die sich zur Austragung des Wettbewerbes gemeldet hatten, nahmen auch an diesem teil.

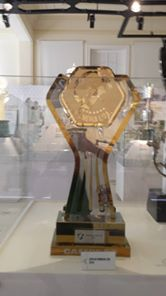
Primeira Liga 2016

### Teilnehmende Mannschaften
Minas Gerais
- América Mineiro
- Atlético Mineiro
- Cruzeiro EC

 Paraná
- Coritiba FC
- Athletico Paranaense

 Rio de Janeiro
- CR Flamengo
- Fluminense FC

 Rio Grande do Sul
- Grêmio FBPA
- SC Internacional

 Santa Catarina
- Avaí FC
- Criciúma EC
- Figueirense FC

### Nichteilnehmende Mannschaften
Paraná
- Chapecoense

 Santa Catarina
- Joinville EC
- Paraná Clube

## Modus
Gespielt wird in drei Gruppen zu je vier Mannschaften. Die Klubs treffen jeweils nur einmal aufeinander. Die Gruppenersten ziehen direkt ins Halbfinale ein. Ergänzt wird das Halbfinale durch den besten Gruppenzweiten.

## Auslosung
Die zwölf Mannschaften wurden auf vier Lostöpfe zu je drei Mannschaften verteilt. Die Mannschaften wurden den Lostöpfen in der Reihenfolge zu sortiert, wie sie in der Rangliste des nationalen Verbandes für 2015 verzeichnet waren.
| Name             |
| ---------------- |
| Grêmio FBPA (2.) |
| Cruzeiro EC (3.) |
| CR Flamengo (6.) |

| Name                  |
| --------------------- |
| Atlético Mineiro (7.) |
| SC Internacional (9.) |
| Fluminense FC (10.)   |

| Name                       |
| -------------------------- |
| Athletico Paranaense (12.) |
| Coritiba FC (14.)          |
| Figueirense FC (16.)       |

| Name                  |
| --------------------- |
| Criciúma EC (25.)     |
| Avaí FC (27.)         |
| América Mineiro (29.) |

## Gruppenphase

### Gruppe A
| Pl. | Verein               | Sp. | S | U | N | Tore    | Diff. | Punkte |
| --- | -------------------- | --- | - | - | - | ------- | ----- | ------ |
| 1.  | Fluminense FC        | 3   | 2 | 0 | 1 | 006:400 | +2    | 06     |
| 2.  | Athletico Paranaense | 3   | 2 | 0 | 1 | 003:200 | +1    | 06     |
| 3.  | Cruzeiro EC          | 3   | 1 | 1 | 1 | 006:600 | ±0    | 04     |
| 4.  | Criciúma EC          | 3   | 0 | 1 | 2 | 001:400 | −3    | 01     |

#### 1. Spieltag
| Criciúma EC                                           | Criciúma EC | Cruzeiro EC | Cruzeiro EC |
| ----------------------------------------------------- | --- | --- | ----------- |
| Criciúma EC                                           | \| 1. Spieltag \| \| 27. Januar 2016 in Criciúma (Estádio Heriberto Hülse) \| \| Ergebnis: 1:1 (1:1) \| \| Zuschauer: 7.040 \| \| Schiedsrichter: Charles Martins Lemos \| \| Spielbericht \|                       | \| 1. Spieltag \| \| 27. Januar 2016 in Criciúma (Estádio Heriberto Hülse) \| \| Ergebnis: 1:1 (1:1) \| \| Zuschauer: 7.040 \| \| Schiedsrichter: Charles Martins Lemos \| \| Spielbericht \|                                        | Cruzeiro EC |
| Criciúma EC                                           | 01 Luiz 02 Ezequiel 03 Raphael 04 Diego Giaretta 05 Barreto (16 Natan 43.) 06 Marlon 07 Ricardinho 08 Dodi 09 Bruno Lopes (19 Kalil 77.) 10 Roger 11 Wellington Saci (17 Jefferson 77.) Cheftrainer: Roberto Cavalo | 01 Fábio 04 Bruno Rodrigo 05 Ariel Cabral 06 Fabricio 08 Henrique 09 Willian 10 De Arrascaeta (18 Gabriel Xavier 68.) 11 Alisson (14 Douglas Coutinho 81.) 20 Marcos Vinícius (35 Allano 65.) 22 Mayke 27 Manoel Cheftrainer: Deivid | Cruzeiro EC |
| Criciúma EC                                           | 1:1 Diego Giaretta (23.) | 0:1 Alisson (14.) | Cruzeiro EC |
| Criciúma EC                                           | Alisson (49.), Bruno Rodrigo (62.), De Arrascaeta (67.) | | Cruzeiro EC |
| 1. Spieltag                                           | | |             |
| 27. Januar 2016 in Criciúma (Estádio Heriberto Hülse) | | |             |
| Ergebnis: 1:1 (1:1)                                   | | |             |
| Zuschauer: 7.040                                      | | |             |
| Schiedsrichter: Charles Martins Lemos                 | | |             |
| Spielbericht                                          | | |             |

| Fluminense FC                                                                 | Fluminense FC | Athletico Paranaense | Athletico Paranaense |
| ----------------------------------------------------------------------------- | --- | --- | -------------------- |
| Fluminense FC                                                                 | \| 1. Spieltag \| \| 27. Januar 2016 in Volta Redonda (Estádio General Sylvio Raulino de Oliveira) \| \| Ergebnis: 0:1 (0:0) \| \| Zuschauer: 6.005 \| \| Schiedsrichter: Célio Amorim \| \| Spielbericht \|                             | \| 1. Spieltag \| \| 27. Januar 2016 in Volta Redonda (Estádio General Sylvio Raulino de Oliveira) \| \| Ergebnis: 0:1 (0:0) \| \| Zuschauer: 6.005 \| \| Schiedsrichter: Célio Amorim \| \| Spielbericht \|                             | Athletico Paranaense |
| Fluminense FC                                                                 | 12 Diego Cavalieri 03 Gum 07 Cícero Santos 08 Edson 09 Fred 21 Danielzinho 25 Wellington Silva 26 Ayrton (16 Léo Pelé 71.) 35 Marcos Júnior (23 Felipe 69.) 40 Gustavo Scarpa (20 Magno Alves 64.) 44 Ygor Cheftrainer: Eduardo Baptista | 12 Wéverton 03 Christian Vilches 05 Deivid 07 Otávio 10 Marcos Guilherme 13 Paulo André 29 Vinícius (8 Sidcley 83.) 33 Léo 67 Roberto 77 Anderson Lopes (2 Eduardo 54.) 88 Crysan (17 Marco Damasceno 85.) Cheftrainer: Cristóvão Borges | Athletico Paranaense |
| Fluminense FC                                                                 | 0:1 Vinícius (70.) | | Athletico Paranaense |
| Fluminense FC                                                                 | Vinícius (51.), Crysan (75.), Eduardo (79.) | | Athletico Paranaense |
| Fluminense FC                                                                 | Fred (52.) | Léo (52.) | Athletico Paranaense |
| 1. Spieltag                                                                   | | |                      |
| 27. Januar 2016 in Volta Redonda (Estádio General Sylvio Raulino de Oliveira) | | |                      |
| Ergebnis: 0:1 (0:0)                                                           | | |                      |
| Zuschauer: 6.005                                                              | | |                      |
| Schiedsrichter: Célio Amorim                                                  | | |                      |
| Spielbericht                                                                  | | |                      |

#### 2. Spieltag
| Cruzeiro EC                                                             | Cruzeiro EC | Fluminense FC | Fluminense FC |
| ----------------------------------------------------------------------- | --- | --- | ------------- |
| Cruzeiro EC                                                             | \| 2. Spieltag \| \| 17. Februar 2016 in Belo Horizonte (Estádio Governador Magalhães Pinto) \| \| Ergebnis: 3:4 (2:3) \| \| Zuschauer: 21.118 \| \| Schiedsrichter: Francisco de Paula Neto \| \| Spielbericht \|          | \| 2. Spieltag \| \| 17. Februar 2016 in Belo Horizonte (Estádio Governador Magalhães Pinto) \| \| Ergebnis: 3:4 (2:3) \| \| Zuschauer: 21.118 \| \| Schiedsrichter: Francisco de Paula Neto \| \| Spielbericht \|                                    | Fluminense FC |
| Cruzeiro EC                                                             | 01 Fábio 04 Fabiano 05 Ariel Cabral (32 Matías Pisano 78.) 06 Fabricio 07 Miño (23 Élber Pimentel 68.) 08 Henrique 10 De Arrascaeta 11 Alisson 26 Dedé 27 Manoel 30 Rafael Silva (33 Bruno Ramires 83.) Cheftrainer: Deivid | 12 Diego Cavalieri 03 Marlon Santos 05 Pierre 06 Giovanni Palmieri 07 Cícero Santos 10 Diego Souza 25 Wellington Silva 27 Douglas Augusto (08 Edson 88.) 33 Henrique 35 Marcos Júnior (23 Felipe 63.) 40 Gustavo Scarpa Cheftrainer: Eduardo Baptista | Fluminense FC |
| Cruzeiro EC                                                             | 1:0 Rafael Silva (4.) 2:3 Rafael Silva (43.) 3:3 Arrascaeta (65.) | 1:1 Diego Souza (28., Elfmeter) 1:2 Diego Souza (34.) 1:3 Gustavo Scarpa (37.) 3:4 Diego Souza (70., Elfmeter) | Fluminense FC |
| Cruzeiro EC                                                             | Fabricio (60.), Fábio (69.) | Marcos Júnior (51.), Giovanni Palmieri (54.), Diego Cavalieri (80.), Pierre (81.) | Fluminense FC |
| 2. Spieltag                                                             | | |               |
| 17. Februar 2016 in Belo Horizonte (Estádio Governador Magalhães Pinto) | | |               |
| Ergebnis: 3:4 (2:3)                                                     | | |               |
| Zuschauer: 21.118                                                       | | |               |
| Schiedsrichter: Francisco de Paula Neto                                 | | |               |
| Spielbericht                                                            | | |               |

| Athletico Paranaense                            | Athletico Paranaense | Criciúma EC | Criciúma EC |
| ----------------------------------------------- | --- | --- | ----------- |
| Athletico Paranaense                            | \| 2. Spieltag \| \| 24. Februar 2016 in Curitiba (Arena da Baixada) \| \| Ergebnis: 1:0 (0:0) \| \| Zuschauer: 33.270 \| \| Schiedsrichter: Jeferson Antônio da Costa \| \| Spielbericht \|                                 | \| 2. Spieltag \| \| 24. Februar 2016 in Curitiba (Arena da Baixada) \| \| Ergebnis: 1:0 (0:0) \| \| Zuschauer: 33.270 \| \| Schiedsrichter: Jeferson Antônio da Costa \| \| Spielbericht \|              | Criciúma EC |
| Athletico Paranaense                            | 12 Wéverton 02 Eduardo 03 Christian Vilches 05 Deivid 07 Otávio 13 Paulo André 18 Walter 29 Vinícius 67 Roberto (8 Sidcley 64.) 77 Anderson Lopes (99 André Lima 84.) 88 Crysan (10 Nikão 60.) Cheftrainer: Cristóvão Borges | 01 Luiz 02 Ezequiel 03 Raphael 04 Diego Giaretta 05 Barreto 06 Marlon 07 Roger 08 Dodi 09 Jheimy (7 Ricardinho 35.) 10 Élvis (20 Natan 80.) 11 Bruno Lopes (17 Jefferson 72.) Cheftrainer: Roberto Cavalo | Criciúma EC |
| Athletico Paranaense                            | 1:0 Otávio (86.) | | Criciúma EC |
| Athletico Paranaense                            | Deivid (91.) | Diego Giaretta (58.), Dodi (63.), Raphael (65.), Ezequiel (75.) | Criciúma EC |
| 2. Spieltag                                     | | |             |
| 24. Februar 2016 in Curitiba (Arena da Baixada) | | |             |
| Ergebnis: 1:0 (0:0)                             | | |             |
| Zuschauer: 33.270                               | | |             |
| Schiedsrichter: Jeferson Antônio da Costa       | | |             |
| Spielbericht                                    | | |             |

#### 3. Spieltag
| Cruzeiro EC                                                         | Cruzeiro EC | Athletico Paranaense | Athletico Paranaense |
| ------------------------------------------------------------------- | --- | --- | -------------------- |
| Cruzeiro EC                                                         | \| 3. Spieltag \| \| 9. März 2016 in Belo Horizonte (Estádio Governador Magalhães Pinto) \| \| Ergebnis: 2:1 (0:1) \| \| Zuschauer: 4.476 \| \| Schiedsrichter: Leandro Pedro Vuaden \| \| Spielbericht \|                                 | \| 3. Spieltag \| \| 9. März 2016 in Belo Horizonte (Estádio Governador Magalhães Pinto) \| \| Ergebnis: 2:1 (0:1) \| \| Zuschauer: 4.476 \| \| Schiedsrichter: Leandro Pedro Vuaden \| \| Spielbericht \|                             | Athletico Paranaense |
| Cruzeiro EC                                                         | 12 Rafael 02 Fabiano 06 Fabricio 14 Douglas Coutinho (30 Rafael Silva 79.) 15 Marciel 23 Élber Pimentel 27 Manoel 32 Matías Pisano (38 Alex Apolinário 63.) 35 Allano 36 Bruno Viana 40 Federico Gino Cheftrainer: Pedro Paulo de Oliveira | 12 Wéverton 02 Eduardo 03 Christian Vilches 05 Deivid 07 Otávio 10 Marcos Guilherme (32 Giovanny 83.) 11 Nikão 13 Paulo André 18 Walter 42 Pará (67 Roberto 57.) 92 Pablo Felipe (77 Anderson Lopes 70.) Cheftrainer: Cristóvão Borges | Athletico Paranaense |
| Cruzeiro EC                                                         | 1:1 Douglas Coutinho (75.) 2:1 Élber (79.) | 0:1 Pablo (33.) | Athletico Paranaense |
| Cruzeiro EC                                                         | Rafael Silva (84.) | Deivid (36.), Pará (54.), Paulo André (61.), Eduardo (69.), Wéverton (84.) | Athletico Paranaense |
| 3. Spieltag                                                         | | |                      |
| 9. März 2016 in Belo Horizonte (Estádio Governador Magalhães Pinto) | | |                      |
| Ergebnis: 2:1 (0:1)                                                 | | |                      |
| Zuschauer: 4.476                                                    | | |                      |
| Schiedsrichter: Leandro Pedro Vuaden                                | | |                      |
| Spielbericht                                                        | | |                      |

| Fluminense FC                                                              | Fluminense FC | Criciúma EC | Criciúma EC |
| -------------------------------------------------------------------------- | --- | --- | ----------- |
| Fluminense FC                                                              | \| 3. Spieltag \| \| 10. März 2016 in Juiz de Fora (Estádio Municipal Radialista Mário Helênio) \| \| Ergebnis: 2:0 (2:0) \| \| Zuschauer: 1.406 \| \| Schiedsrichter: Ronei Cândido Alves \| \| Spielbericht \| | \| 3. Spieltag \| \| 10. März 2016 in Juiz de Fora (Estádio Municipal Radialista Mário Helênio) \| \| Ergebnis: 2:0 (2:0) \| \| Zuschauer: 1.406 \| \| Schiedsrichter: Ronei Cândido Alves \| \| Spielbericht \| | Criciúma EC |
| Fluminense FC                                                              | 12 Diego Cavalieri 02 Gerson 03 Gum 05 Ariel Cabral 11 Alisson 16 Léo Pelé 23 Felipe Amorim 27 Douglas Augusto 30 Eduardo (15 Higor Leite 61.) 31 Renato 32 Pedro (21 Danielzinho 68.) Cheftrainer: Levir Culpi  | 01 David 02 Eduardo (18 Andrew 70.) 03 Nino 05 Ricardinho 06 Marlon 07 Roger 08 Alex Santana 09 Bruno Lopes 10 Natan (16 Crispim 65.) 11 Wellington Saci 19 Gustavo Henrique Cheftrainer: Roberto Cavalo         | Criciúma EC |
| Fluminense FC                                                              | 1:0 Gerson (4.) 2:0 Gerson (33.) | | Criciúma EC |
| Fluminense FC                                                              | Gerson (34.) | Alex Santana (45.), Eduardo (47.) | Criciúma EC |
| 3. Spieltag                                                                | | |             |
| 10. März 2016 in Juiz de Fora (Estádio Municipal Radialista Mário Helênio) | | |             |
| Ergebnis: 2:0 (2:0)                                                        | | |             |
| Zuschauer: 1.406                                                           | | |             |
| Schiedsrichter: Ronei Cândido Alves                                        | | |             |
| Spielbericht                                                               | | |             |

### Gruppe B
| Pl. | Verein           | Sp. | S | U | N | Tore    | Diff. | Punkte |
| --- | ---------------- | --- | - | - | - | ------- | ----- | ------ |
| 1.  | SC Internacional | 3   | 1 | 2 | 0 | 003:000 | +3    | 05     |
| 2.  | Grêmio FBPA      | 3   | 1 | 2 | 0 | 003:200 | +1    | 05     |
| 3.  | Coritiba FC      | 3   | 1 | 1 | 1 | 003:100 | +2    | 04     |
| 4.  | Avaí FC          | 3   | 0 | 1 | 2 | 002:800 | −6    | 01     |

#### 1. Spieltag
| SC Internacional                                    | SC Internacional | Coritiba FC | Coritiba FC |
| --------------------------------------------------- | --- | --- | ----------- |
| SC Internacional                                    | \| 1. Spieltag \| \| 27. Januar 2016 in Porto Alegre (Estádio Beira-Rio) \| \| Ergebnis: 0:0 \| \| Zuschauer: 13.092 \| \| Schiedsrichter: Ronan Marques da Rosa \| \| Spielbericht \|                            | \| 1. Spieltag \| \| 27. Januar 2016 in Porto Alegre (Estádio Beira-Rio) \| \| Ergebnis: 0:0 \| \| Zuschauer: 13.092 \| \| Schiedsrichter: Ronan Marques da Rosa \| \| Spielbericht \|              | Coritiba FC |
| SC Internacional                                    | 01 Alisson 02 William 03 Réver 05 Fernando Bob 08 Anderson (27 Alisson Farias 67.) 09 Eduardo Sasha (28 Bruno Baio 77.) 10 D’Alessandro 13 Rodrigo Dourado 15 Artur 21 Vitinho 25 Paulão Cheftrainer: Argel Fuchs | 84 Wilson 02 Ceará 05 Alan Santos 07 Guilherme Negueba 11 Leandro (83 Kléber 81.) 16 Amaral 21 Walisson Maia 27 Dudú (55 Juan 77.) 28 Juninho 30 Carlinhos 31 João Paulo Cheftrainer: Gilson Kleina | Coritiba FC |
| 1. Spieltag                                         | | |             |
| 27. Januar 2016 in Porto Alegre (Estádio Beira-Rio) | | |             |
| Ergebnis: 0:0                                       | | |             |
| Zuschauer: 13.092                                   | | |             |
| Schiedsrichter: Ronan Marques da Rosa               | | |             |
| Spielbericht                                        | | |             |

| Avaí FC                                  | Avaí FC | Grêmio FBPA | Grêmio FBPA |
| ---------------------------------------- | --- | --- | ----------- |
| Avaí FC                                  | \| 1. Spieltag \| \| 28. Januar 2016 in Chapecó (Arena Condá) \| \| Ergebnis: 2:2 (0:1) \| \| Zuschauer: 2.074 \| \| Schiedsrichter: Erik Giovanni Fernandes \| \| Spielbericht \|                                | \| 1. Spieltag \| \| 28. Januar 2016 in Chapecó (Arena Condá) \| \| Ergebnis: 2:2 (0:1) \| \| Zuschauer: 2.074 \| \| Schiedsrichter: Erik Giovanni Fernandes \| \| Spielbericht \|                                        | Grêmio FBPA |
| Avaí FC                                  | 01 Renan 02 Renato 03 Henrique 04 Gabriel 05 João Filipe (13 Braga 80.) 06 Paulinho 07 Lucas Fernandes (19 Tauã 70.) 08 Caio César (20 Chapeco 70.) 09 William 10 Diego Jardel 11 Rômulo Cheftrainer: Raul Cabral | 01 Marcelo Grohe 02 Wesley 03 Rafael Thyere 04 Bressan 05 Edinho 06 Marcelo Hermes 07 Pedro Rocha (19 Tilica 77.) 08 Moisés 09 Bobô 10 Lincoln Henrique 11 Ramiro (18 Fernandinho 56.) Cheftrainer: Roger Machado Marques | Grêmio FBPA |
| Avaí FC                                  | 1:1 William (51.) 2:2 Gabriel (87.) | 0:1 Edinho (1.) 1:2 Bressan (61.) | Grêmio FBPA |
| Avaí FC                                  | Caio César (11.), Henrique (27.), Paulinho (35.), Braga (89.) | Bobô (5.), Moisés (36.), Marcelo Hermes (68.) | Grêmio FBPA |
| 1. Spieltag                              | | |             |
| 28. Januar 2016 in Chapecó (Arena Condá) | | |             |
| Ergebnis: 2:2 (0:1)                      | | |             |
| Zuschauer: 2.074                         | | |             |
| Schiedsrichter: Erik Giovanni Fernandes  | | |             |
| Spielbericht                             | | |             |

#### 2. Spieltag
| Grêmio FBPA                                       | Grêmio FBPA | Coritiba FC | Coritiba FC |
| ------------------------------------------------- | --- | --- | ----------- |
| Grêmio FBPA                                       | \| 2. Spieltag \| \| 7. Februar 2016 in Porto Alegre (Arena do Grêmio) \| \| Ergebnis: 1:0 (1:0) \| \| Zuschauer: 11.118 \| \| Schiedsrichter: Héber Lopes \| \| Spielbericht \|                                      | \| 2. Spieltag \| \| 7. Februar 2016 in Porto Alegre (Arena do Grêmio) \| \| Ergebnis: 1:0 (1:0) \| \| Zuschauer: 11.118 \| \| Schiedsrichter: Héber Lopes \| \| Spielbericht \|                                       | Coritiba FC |
| Grêmio FBPA                                       | 01 Marcelo Grohe 02 Lincoln Henrique 03 Pedro Geromel 04 Kadu 05 Walace (18 Moisés 79.) 06 Marcelo Oliveira 07 Luan 08 Maicón (17 Edinho 76.) 09 Everton 10 Douglas 11 Pedro Rocha Cheftrainer: Roger Machado Marques | 84 Wilson 02 Ceará 07 Guilherme Negueba (77 Guilherme Parede 69.) 11 Leandro 16 Amaral 21 Walisson Maia 27 Dudú (26 Ruy 63.) 28 Juninho 30 Carlinhos (8 Vinícius 79.) 31 João Paulo 55 Juan Cheftrainer: Gilson Kleina | Coritiba FC |
| Grêmio FBPA                                       | 1:0 Douglas (21.) | | Coritiba FC |
| Grêmio FBPA                                       | Pedro Geromel (28.), Edinho (79.) | Carlinhos (59.), Juninho (78.) | Coritiba FC |
| 2. Spieltag                                       | | |             |
| 7. Februar 2016 in Porto Alegre (Arena do Grêmio) | | |             |
| Ergebnis: 1:0 (1:0)                               | | |             |
| Zuschauer: 11.118                                 | | |             |
| Schiedsrichter: Héber Lopes                       | | |             |
| Spielbericht                                      | | |             |

| SC Internacional                                     | SC Internacional | Avaí FC | Avaí FC |
| ---------------------------------------------------- | --- | --- | ------- |
| SC Internacional                                     | \| 2. Spieltag \| \| 17. Februar 2016 in Porto Alegre (Estádio Beira-Rio) \| \| Ergebnis: 3:0 (2:0) \| \| Zuschauer: 7.813 \| \| Schiedsrichter: Ronei Candido Alves \| \| Spielbericht \|             | \| 2. Spieltag \| \| 17. Februar 2016 in Porto Alegre (Estádio Beira-Rio) \| \| Ergebnis: 3:0 (2:0) \| \| Zuschauer: 7.813 \| \| Schiedsrichter: Ronei Candido Alves \| \| Spielbericht \|                               | Avaí FC |
| SC Internacional                                     | 01 Alisson 02 William 04 Jackson 05 Fernando Bob 08 Anderson (12 Alex 77.) 09 Eduardo Sasha 13 Rodrigo Dourado 15 Artur 18 Aylon (20 Andrigo 72.) 25 Paulão 27 Alisson Farias Cheftrainer: Argel Fuchs | 01 Maurício 02 André Krobel 03 André Santos 04 Henrique 05 Renato (15 Braga 63.) 06 Lucas Lovat 07 Iury (14 Renato 69.) 08 Caio César 09 William (17 Toshiya Tōjō 81.) 10 Lucas de Sá 11 Rômulo Cheftrainer: Raul Cabral | Avaí FC |
| SC Internacional                                     | 1:0 Aylon (42.) 2:0 Rodrigo Dourado (44.) 3:0 Eduardo Sasha (81.) | | Avaí FC |
| SC Internacional                                     | Aylon (43.), Jackson de Souza (50.), Paulão (59.), Alisson Farias (65.) | André Krobel (22.), Caio César (45.), Iuri (45.), Lucas Lovat (53.), (57.), William (59.) | Avaí FC |
| 2. Spieltag                                          | | |         |
| 17. Februar 2016 in Porto Alegre (Estádio Beira-Rio) | | |         |
| Ergebnis: 3:0 (2:0)                                  | | |         |
| Zuschauer: 7.813                                     | | |         |
| Schiedsrichter: Ronei Candido Alves                  | | |         |
| Spielbericht                                         | | |         |

#### 3. Spieltag
| Grêmio FBPA                                    | Grêmio FBPA | SC Internacional | SC Internacional |
| ---------------------------------------------- | --- | --- | ---------------- |
| Grêmio FBPA                                    | \| 3. Spieltag \| \| 6. März 2016 in Porto Alegre (Arena do Grêmio) \| \| Ergebnis: 0:0 \| \| Zuschauer: 44.289 \| \| Schiedsrichter: Anderson Daronco \| \| Spielbericht \|                                     | \| 3. Spieltag \| \| 6. März 2016 in Porto Alegre (Arena do Grêmio) \| \| Ergebnis: 0:0 \| \| Zuschauer: 44.289 \| \| Schiedsrichter: Anderson Daronco \| \| Spielbericht \|                             | SC Internacional |
| Grêmio FBPA                                    | 01 Marcelo Grohe 03 Pedro Geromel 06 Fred 07 Luan (13 Bobô 90.) 08 Giuliano 09 Henrique Almeida 10 Douglas (11 Everton 71.) 12 Edinho 16 Wesley 19 Maicón 26 Marcelo Oliveira Cheftrainer: Roger Machado Marques | 01 Alisson 02 William 08 Anderson (11 Vitinho 62.) 09 Eduardo Sasha 13 Rodrigo Dourado 14 Ernando 15 Artur 17 Fabinho 18 Aylon (3 Réver 90.) 25 Paulão 20 Andrigo (12 Alex 72.) Cheftrainer: Argel Fuchs | SC Internacional |
| Grêmio FBPA                                    | Pedro Geromel (21.), Marcelo Oliveira (27.), Maicón (42.), Henrique Almeida (90.) | Aylon (16.), Andrigo (47.), William (57.) | SC Internacional |
| Grêmio FBPA                                    | Paulão 90. | | SC Internacional |
| 3. Spieltag                                    | | |                  |
| 6. März 2016 in Porto Alegre (Arena do Grêmio) | | |                  |
| Ergebnis: 0:0                                  | | |                  |
| Zuschauer: 44.289                              | | |                  |
| Schiedsrichter: Anderson Daronco               | | |                  |
| Spielbericht                                   | | |                  |

| Coritiba FC                                                     | Coritiba FC | Avaí FC | Avaí FC |
| --------------------------------------------------------------- | --- | --- | ------- |
| Coritiba FC                                                     | \| 3. Spieltag \| \| 10. März 2016 in Curitiba (Estádio Major Antônio Couto Pereira) \| \| Ergebnis: 3:0 (2:0) \| \| Zuschauer: 1.982 \| \| Schiedsrichter: William Machado Steffens \| \| Spielbericht \|                      | \| 3. Spieltag \| \| 10. März 2016 in Curitiba (Estádio Major Antônio Couto Pereira) \| \| Ergebnis: 3:0 (2:0) \| \| Zuschauer: 1.982 \| \| Schiedsrichter: William Machado Steffens \| \| Spielbericht \|       | Avaí FC |
| Coritiba FC                                                     | 01 Elisson 02 Rafael 08 Vinícius 11 Leandro 15 César Benítez 16 Amaral (6 Cáceres 65.) 17 Evandro (77 Guilherme Parede 76.) 21 Walisson Maia 35 Icaro 37 Thiago Lopes (20 Raphael Veiga 68.) 98 Dodô Cheftrainer: Gilson Kleina | 01 Vitor 02 André Krobel 03 Antônio Carlos 04 Célio 05 Renato 06 Lucas Lovat 07 Lucas Fernandes (19 Tauã 58.) 08 Rafael (15 Roger 60.) 09 Iury 10 Diego (16 Toshiya Tōjō 75.) 11 Wilker Cheftrainer: Raul Cabral | Avaí FC |
| Coritiba FC                                                     | 1:0 Leandro (33.) 2:0 inícius (41.) 3:0 Leandroa (67., Elfmeter) | | Avaí FC |
| Coritiba FC                                                     | Amaral (36.), Leandro (84.) | Tojo (92.) | Avaí FC |
| 3. Spieltag                                                     | | |         |
| 10. März 2016 in Curitiba (Estádio Major Antônio Couto Pereira) | | |         |
| Ergebnis: 3:0 (2:0)                                             | | |         |
| Zuschauer: 1.982                                                | | |         |
| Schiedsrichter: William Machado Steffens                        | | |         |
| Spielbericht                                                    | | |         |

### Gruppe C
| Pl. | Verein           | Sp. | S | U | N | Tore    | Diff. | Punkte |
| --- | ---------------- | --- | - | - | - | ------- | ----- | ------ |
| 1.  | CR Flamengo      | 3   | 2 | 1 | 0 | 004:100 | +3    | 07     |
| 2.  | Figueirense FC   | 3   | 1 | 1 | 1 | 003:300 | ±0    | 04     |
| 3.  | América Mineiro  | 3   | 1 | 1 | 1 | 002:200 | ±0    | 04     |
| 4.  | Atlético Mineiro | 3   | 0 | 1 | 2 | 002:500 | −3    | 01     |

#### 1. Spieltag
| Atlético Mineiro                                                       | Atlético Mineiro | CR Flamengo | CR Flamengo |
| ---------------------------------------------------------------------- | --- | --- | ----------- |
| Atlético Mineiro                                                       | \| 1. Spieltag \| \| 27. Januar 2016 in Belo Horizonte (Estádio Governador Magalhães Pinto) \| \| Ergebnis: 0:2 (0:0) \| \| Zuschauer: 30.378 \| \| Schiedsrichter: Héber Lopes \| \| Spielbericht \|                                                     | \| 1. Spieltag \| \| 27. Januar 2016 in Belo Horizonte (Estádio Governador Magalhães Pinto) \| \| Ergebnis: 0:2 (0:0) \| \| Zuschauer: 30.378 \| \| Schiedsrichter: Héber Lopes \| \| Spielbericht \|                                           | CR Flamengo |
| Atlético Mineiro                                                       | 01 Victor 02 Marcos Rocha 03 Leonardo Silva 05 Rafael Carioca 06 Douglas Santos 08 Leandro Donizete (23 Dodô 75.) 09 Lucas Pratto 10 Jesús Dátolo (16 Pablo 78.) 14 Giovanni Augusto (18 Lucas Cândido 69.) 26 Tiago 29 Patric Cheftrainer: Diego Aguirre | 48 Paulo Victor 02 Rodinei 04 Juan 05 Willian Arão 06 Jorge 08 Márcio Araújo 09 Paolo Guerrero 11 Emerson Sheik (20 Héctor Canteros 88.) 14 Wallace 17 Gabriel (7 Marcelo Cirino 63.) 22 Éverton (16 Chiquinho 78.) Cheftrainer: Muricy Ramalho | CR Flamengo |
| Atlético Mineiro                                                       | 0:1 Paolo Guerrero (67.) 0:2 Paolo Guerrero (87.) | | CR Flamengo |
| Atlético Mineiro                                                       | Tiago Pagnussat (71.) | | CR Flamengo |
| 1. Spieltag                                                            | | |             |
| 27. Januar 2016 in Belo Horizonte (Estádio Governador Magalhães Pinto) | | |             |
| Ergebnis: 0:2 (0:0)                                                    | | |             |
| Zuschauer: 30.378                                                      | | |             |
| Schiedsrichter: Héber Lopes                                            | | |             |
| Spielbericht                                                           | | |             |

| América Mineiro                                           | América Mineiro | Figueirense FC | Figueirense FC |
| --------------------------------------------------------- | --- | --- | -------------- |
| América Mineiro                                           | \| 1. Spieltag \| \| 28. Januar 2016 in Belo Horizonte (Estádio Independência) \| \| Ergebnis: 1:0 (1:0) \| \| Zuschauer: 2.127 \| \| Schiedsrichter: Arilson Bispo da Anunciação \| \| Spielbericht \|                              | \| 1. Spieltag \| \| 28. Januar 2016 in Belo Horizonte (Estádio Independência) \| \| Ergebnis: 1:0 (1:0) \| \| Zuschauer: 2.127 \| \| Schiedsrichter: Arilson Bispo da Anunciação \| \| Spielbericht \|  | Figueirense FC |
| América Mineiro                                           | 01 João Ricardo Riedi 02 Jonas 03 Suéliton 04 Alison 05 Claudinei 06 Danilo (15 Bryan 32.) 07 Osman 08 Leandro Guerreiro (19 Ernandes 80.) 09 Bruno Sávio (11 Maranhão 86.) 16 Rafael Bastos 20 Tony Cheftrainer: Givanildo Oliveira | 30 Junior 02 Leandro 03 Marquinhos 06 Marquinhos Pedroso 07 Clayton 11 Dudu 17 Jackson Caucaia 27 Yago (39 Elias 74.) 55 Dener 59 Bruno Alves 91 França (42 Ermel 86.) Cheftrainer: Hudson José Coutinho | Figueirense FC |
| América Mineiro                                           | 1:0 Bruno Sávio (13.) | | Figueirense FC |
| América Mineiro                                           | Osman (64.) | Yago (66.) | Figueirense FC |
| 1. Spieltag                                               | | |                |
| 28. Januar 2016 in Belo Horizonte (Estádio Independência) | | |                |
| Ergebnis: 1:0 (1:0)                                       | | |                |
| Zuschauer: 2.127                                          | | |                |
| Schiedsrichter: Arilson Bispo da Anunciação               | | |                |
| Spielbericht                                              | | |                |

#### 2. Spieltag
| Figueirense FC                                               | Figueirense FC | Atlético Mineiro | Atlético Mineiro |
| ------------------------------------------------------------ | --- | --- | ---------------- |
| Figueirense FC                                               | \| 2. Spieltag \| \| 7. Februar 2016 in Florianópolis (Estádio Orlando Scarpelli) \| \| Ergebnis: 2:1 (1:1) \| \| Zuschauer: 3.294 \| \| Schiedsrichter: Leandro Pedro Vuaden \| \| Spielbericht \|                                       | \| 2. Spieltag \| \| 7. Februar 2016 in Florianópolis (Estádio Orlando Scarpelli) \| \| Ergebnis: 2:1 (1:1) \| \| Zuschauer: 3.294 \| \| Schiedsrichter: Leandro Pedro Vuaden \| \| Spielbericht \| | Atlético Mineiro |
| Figueirense FC                                               | 01 Júnior Fernández 05 Bruno Dybal 11 Dudu 15 Jefferson 21 Luan 31 Henrique 38 Rodrigo Biro (44 Henrique Trevisan 74.) 55 Dener (33 Jaimerson Xavier 60.) 59 Bruno Alves 77 Guilherme Queiróz 88 Nirley Cheftrainer: Hudson José Coutinho | 01 Victor 07 Hyuri 10 Jesús Dátolo (28 Henrique 72.) 15 Edcarlos 16 Pablo 18 Lucas Cândido 25 Jesiel 27 Luan 29 Patric 30 Eduardo 31 Mansur (19 Carlos César 73.) Cheftrainer: Diego Aguirre        | Atlético Mineiro |
| Figueirense FC                                               | 1:0 Dudu (13., Elfmeter) 2:1 Gabriel (54.) | 1:1 Eduardo (37.) | Atlético Mineiro |
| Figueirense FC                                               | Dudu (92.) | Jesiel (62.), Carlos César (78.) | Atlético Mineiro |
| 2. Spieltag                                                  | | |                  |
| 7. Februar 2016 in Florianópolis (Estádio Orlando Scarpelli) | | |                  |
| Ergebnis: 2:1 (1:1)                                          | | |                  |
| Zuschauer: 3.294                                             | | |                  |
| Schiedsrichter: Leandro Pedro Vuaden                         | | |                  |
| Spielbericht                                                 | | |                  |

| CR Flamengo                                            | CR Flamengo | América Mineiro | América Mineiro |
| ------------------------------------------------------ | --- | --- | --------------- |
| CR Flamengo                                            | \| 2. Spieltag \| \| 17. Februar 2016 in Cariacica (Estádio Kléber Andrade) \| \| Ergebnis: 1:0 (0:0) \| \| Zuschauer: 17.176 \| \| Schiedsrichter: Bráulio da Silva Machado \| \| Spielbericht \|                                    | \| 2. Spieltag \| \| 17. Februar 2016 in Cariacica (Estádio Kléber Andrade) \| \| Ergebnis: 1:0 (0:0) \| \| Zuschauer: 17.176 \| \| Schiedsrichter: Bráulio da Silva Machado \| \| Spielbericht \|                  | América Mineiro |
| CR Flamengo                                            | 48 Paulo Victor 02 Rodinei 04 Juan 06 Jorge 08 Márcio Araújo 09 Paolo Guerrero (47 Felipe Vizeu 85.) 14 Wallace 17 Gabriel (5 Willian Arão 78.) 22 Éverton 23 Mancuello 26 Cuéllar (7 Marcelo Cirino 63.) Cheftrainer: Muricy Ramalho | 01 João Ricardo 02 Jonas 03 Suéliton 04 Alison 06 Danilo 07 Osman (23 Victor 77.) 08 Leandro (19 Ernandes 63.) 09 Bruno Sávio (10 Tiago Luís 71.) 16 Rafael Bastos 20 Tony 22 Pablo Cheftrainer: Givanildo Oliveira | América Mineiro |
| CR Flamengo                                            | 1:0 Éverton (48., Elfmeter) | | América Mineiro |
| CR Flamengo                                            | Wallace (86.) | Leandro (25.), Jonas (27.), Bastos (80.), Ernandes (86.), Alison (91.) | América Mineiro |
| 2. Spieltag                                            | | |                 |
| 17. Februar 2016 in Cariacica (Estádio Kléber Andrade) | | |                 |
| Ergebnis: 1:0 (0:0)                                    | | |                 |
| Zuschauer: 17.176                                      | | |                 |
| Schiedsrichter: Bráulio da Silva Machado               | | |                 |
| Spielbericht                                           | | |                 |

#### 3. Spieltag
| Atlético Mineiro                                       | Atlético Mineiro | América Mineiro | América Mineiro |
| ------------------------------------------------------ | --- | --- | --------------- |
| Atlético Mineiro                                       | \| 3. Spieltag \| \| 2. März 2016 in Belo Horizonte (Estádio Independência) \| \| Ergebnis: 1:1 (0:0) \| \| Zuschauer: 6.403 \| \| Schiedsrichter: Arilson Bispo da Anunciação \| \| Spielbericht \| | \| 3. Spieltag \| \| 2. März 2016 in Belo Horizonte (Estádio Independência) \| \| Ergebnis: 1:1 (0:0) \| \| Zuschauer: 6.403 \| \| Schiedsrichter: Arilson Bispo da Anunciação \| \| Spielbericht \|                       | América Mineiro |
| Atlético Mineiro                                       | 20 Giovanni 07 Hyuri (35 Gabriel 75.) 10 Jesús Dátolo 11 Juan Cazares 15 Edcarlos 19 Carlos César 21 Júnior Urso 22 Thiago Ribeiro (16 Pablo 61.) 26 Tiago 30 Eduardo Cheftrainer: Diego Aguirre     | 01 João Ricardo Riedi 02 Jonas (19 Ernandes 82.) 03 Suéliton 04 Alison 06 Bryan 07 Osman (11 Maranhão 86.) 08 Leandro Guerreiro 09 Sávio (23 Victor 76.) 16 Rafael Bastos 20 Tony 22 Pablo Cheftrainer: Givanildo Oliveira | América Mineiro |
| Atlético Mineiro                                       | 1:0 Jesús Dátolo (63.) | 1:1 Rafael Bastos (65.) | América Mineiro |
| Atlético Mineiro                                       | Eduardo (65.) | Rafael Bastos (65.),Jonas (77.),Tony (86.) | América Mineiro |
| 3. Spieltag                                            | | |                 |
| 2. März 2016 in Belo Horizonte (Estádio Independência) | | |                 |
| Ergebnis: 1:1 (0:0)                                    | | |                 |
| Zuschauer: 6.403                                       | | |                 |
| Schiedsrichter: Arilson Bispo da Anunciação            | | |                 |
| Spielbericht                                           | | |                 |

| CR Flamengo                                                            | CR Flamengo | Figueirense FC | Figueirense FC |
| ---------------------------------------------------------------------- | --- | --- | -------------- |
| CR Flamengo                                                            | \| 3. Spieltag \| \| 9. März 2016 in Brasília (Estádio Nacional de Brasília Mané Garrincha) \| \| Ergebnis: 1:1 (1:1) \| \| Zuschauer: 7.219 \| \| Schiedsrichter: Wanderson Alves de Souza \| \| Spielbericht \|             | \| 3. Spieltag \| \| 9. März 2016 in Brasília (Estádio Nacional de Brasília Mané Garrincha) \| \| Ergebnis: 1:1 (1:1) \| \| Zuschauer: 7.219 \| \| Schiedsrichter: Wanderson Alves de Souza \| \| Spielbericht \|                                 | Figueirense FC |
| CR Flamengo                                                            | 48 Paulo Victor 02 Rodinei 04 Juan 05 Willian Arão 06 Jorge 07 Marcelo Cirino (39 Lucas Paquetá 85.) 09 Paolo Guerrero 11 Ederson (17 Gabriel 65.) 11 Emerson Sheik 14 Wallace 26 Gustavo Cuéllar Cheftrainer: Muricy Ramalho | 01 Júnior Fernández 02 Leandro 03 Marquinhos 06 Marquinhos Pedroso 07 Dodô (19 Carlos Alberto 60.) 11 Dudu 15 Jefferson (17 Jackson Caucaia 54.) 20 Bady 85 Elicarlos 86 Éverton Santos (29 Gabriel 74.) 88 Nirley Cheftrainer: Vinícius Eutrópio | Figueirense FC |
| CR Flamengo                                                            | 1:1 Paolo Guerrero (33.) | 0:1 Éverton Santos (29.) | Figueirense FC |
| CR Flamengo                                                            | Rodinei (68.) | Elicarlos (31.),Jackson Caucaia (62.),Roberto (72.) | Figueirense FC |
| 3. Spieltag                                                            | | |                |
| 9. März 2016 in Brasília (Estádio Nacional de Brasília Mané Garrincha) | | |                |
| Ergebnis: 1:1 (1:1)                                                    | | |                |
| Zuschauer: 7.219                                                       | | |                |
| Schiedsrichter: Wanderson Alves de Souza                               | | |                |
| Spielbericht                                                           | | |                |

## Ranking Zweitplatzierte
| Pl. | Verein               | Sp. | S | U | N | Tore    | Diff. | Punkte |
| --- | -------------------- | --- | - | - | - | ------- | ----- | ------ |
| 1.  | Athletico Paranaense | 3   | 2 | 0 | 1 | 003:200 | +1    | 06     |
| 2.  | Grêmio FBPA          | 3   | 1 | 2 | 0 | 003:200 | +1    | 05     |
| 3.  | Figueirense FC       | 3   | 1 | 1 | 1 | 003:300 | ±0    | 04     |

## Halbfinale
Die Spiele fanden am 23. März statt. Es findet in beiden Paarungen nur ein Spiel statt, der Gewinner zieht direkt ins Finale ein. Ein Rückspiel ist nicht vorgesehen.
| Fluminense FC                               | Fluminense FC | SC Internacional | SC Internacional |
| ------------------------------------------- | --- | --- | ---------------- |
| Fluminense FC                               | \| 23. März 2016 in Brasília (Nationalstadion) \| \| Ergebnis: 2:2 (1:1), 3:2 i. E. \| \| Zuschauer: 6.474 \| \| Schiedsrichter: Sandro Ricci \| \| Spielbericht \|                                                             | \| 23. März 2016 in Brasília (Nationalstadion) \| \| Ergebnis: 2:2 (1:1), 3:2 i. E. \| \| Zuschauer: 6.474 \| \| Schiedsrichter: Sandro Ricci \| \| Spielbericht \|                                          | SC Internacional |
| Fluminense FC                               | 12 Diego Cavalieri 02 Jonathan 03 Gum 05 Pierre 07 Cícero Santos 11 Gerson (23 Felipe Amorim 78.) 17 Osvaldo (27 Douglas Augusto 75.) 20 Magno Alves 25 Wellington Silva 33 Henrique 40 Gustavo Scarpa Cheftrainer: Levir Culpi | 25 Muriel 02 William 04 Jackson 08 Anderson 09 Eduardo Sasha 11 Vitinho 12 Alex (20 Andrigo 66.) 14 Ernando 15 Artur (36 Raphinha 75.) 17 Fabinho 23 Adniellyson (7 Marquinhos 32.) Cheftrainer: Argel Fuchs | SC Internacional |
| Fluminense FC                               | 1:1 Osvaldo (29.) 2:1 Osvaldo (62.) | 0:1 Vitinho (24.) 2:2 Vitinho (85.) | SC Internacional |
| Fluminense FC                               | Wellington Silva (89.) | Anderson (53.), Vitinho (65.) | SC Internacional |
| 23. März 2016 in Brasília (Nationalstadion) | | |                  |
| Ergebnis: 2:2 (1:1), 3:2 i. E.              | | |                  |
| Zuschauer: 6.474                            | | |                  |
| Schiedsrichter: Sandro Ricci                | | |                  |
| Spielbericht                                | | |                  |

| CR Flamengo                                                                | CR Flamengo | Athletico Paranaense | Athletico Paranaense |
| -------------------------------------------------------------------------- | --- | --- | -------------------- |
| CR Flamengo                                                                | \| 23. März 2016 in Juiz de Fora (Estádio Municipal Radialista Mário Helênio) \| \| Ergebnis: 0:1 (0:0) \| \| Zuschauer: 12.917 \| \| Schiedsrichter: Leandro Pedro Vuaden \| \| Spielbericht \|               | \| 23. März 2016 in Juiz de Fora (Estádio Municipal Radialista Mário Helênio) \| \| Ergebnis: 0:1 (0:0) \| \| Zuschauer: 12.917 \| \| Schiedsrichter: Leandro Pedro Vuaden \| \| Spielbericht \|                                          | Athletico Paranaense |
| CR Flamengo                                                                | 04 Juan 05 Willian Arão 06 Jorge 08 Márcio Araújo 14 Wallace 17 Gabriel (7 Marcelo Cirino 69.) 19 Alan Patrick (10 Ederson 78.) 21 Pára 22 Éverton 47 Felipe Vizeu 48 Paulo Victor Cheftrainer: Muricy Ramalho | 12 Wéverton 02 Eduardo 07 Otávio 10 Marcos Guilherme 11 Nikão (23 Hernani 86.) 13 Paulo André 18 Walter 18 Jádson Alves (99 André Lima 67.) 42 Pará (25 Bruno Pereirinha 76.) 44 Thiago Heleno 92 Pablo Felipe Cheftrainer: Paulo Autuori | Athletico Paranaense |
| CR Flamengo                                                                | 0:1 Marcos Guilherme (61.) | | Athletico Paranaense |
| CR Flamengo                                                                | Pará (69.), Jadson (82.) | | Athletico Paranaense |
| 23. März 2016 in Juiz de Fora (Estádio Municipal Radialista Mário Helênio) | | |                      |
| Ergebnis: 0:1 (0:0)                                                        | | |                      |
| Zuschauer: 12.917                                                          | | |                      |
| Schiedsrichter: Leandro Pedro Vuaden                                       | | |                      |
| Spielbericht                                                               | | |                      |

## Finale
| Fluminense FC                                                               | Fluminense FC | Athletico Paranaense | Athletico Paranaense |
| --------------------------------------------------------------------------- | --- | --- | -------------------- |
| Fluminense FC                                                               | \| 20. April 2016 in Juiz de Fora (Estádio Municipal Radialista Mário Helênio) \| \| Ergebnis: 1:0 (0:0) \| \| Zuschauer: 23.985 \| \| Schiedsrichter: Sandro Ricci Santa Catarina \| \| Spielbericht \|                                        | \| 20. April 2016 in Juiz de Fora (Estádio Municipal Radialista Mário Helênio) \| \| Ergebnis: 1:0 (0:0) \| \| Zuschauer: 23.985 \| \| Schiedsrichter: Sandro Ricci Santa Catarina \| \| Spielbericht \|                              | Athletico Paranaense |
| Fluminense FC                                                               | 12 Diego Cavalieri 03 Gum 05 Pierre 06 Giovanni Palmieri (15 Eduardo 75.) 07 Cícero Santos 11 Gerson (08 Edson 64.) 17 Osvaldo (35 Marcos Júnior 64.) 20 Magno Alves 25 Wellington Silva 33 Henrique 40 Gustavo Scarpa Cheftrainer: Levir Culpi | 12 Wéverton 02 Eduardo 07 Otávio (5 Deivid 77.) 08 Sidcley 10 Marcos Guilherme 11 Nikão 13 Paulo André 18 Walter 29 Vinícius (92 Pablo 73.) 39 Jádson Alves (99 André Lima 83.) 44 Thiago Heleno Cheftrainer: Pedro Paulo de Oliveira | Athletico Paranaense |
| Fluminense FC                                                               | 1:0 Marcos Júnior (75.) | | Athletico Paranaense |
| Fluminense FC                                                               | Cícero Santos (50.), Gum (55.), Marcos Júnior (91.) | Jádson (13.) | Athletico Paranaense |
| 20. April 2016 in Juiz de Fora (Estádio Municipal Radialista Mário Helênio) | | |                      |
| Ergebnis: 1:0 (0:0)                                                         | | |                      |
| Zuschauer: 23.985                                                           | | |                      |
| Schiedsrichter: Sandro Ricci Santa Catarina                                 | | |                      |
| Spielbericht                                                                | | |                      |

## Beste Torschützen
| Rang | Spieler        | Klub             | Tore |
| ---- | -------------- | ---------------- | ---- |
| 1    | Paolo Guerrero | CR Flamengo      | 3    |
| 1    | Diego Souza    | Fluminense FC    | 3    |
| 2    | Rafael Silva   | Cruzeiro EC      | 2    |
| 2    | Gerson         | Fluminense FC    | 2    |
| 2    | Osvaldo        | Fluminense FC    | 2    |
| 2    | Vitinho        | SC Internacional | 2    |